# ليتل بثريك (كورنوال)
ليتل بثريك (بالإنجليزية: Little Petherick)‏ هي قرية تقع في المملكة المتحدة في كورنوال.